# Henryka Czajka
Henryka Czajka (ur. 1929, zm. 11 lipca 2021) – polska filolożka, prof. zw. dr hab.

## Życiorys
Obroniła pracę doktorską, następnie uzyskała stopień doktora habilitowanego. W 1973 nadano jej tytuł profesora w zakresie nauk humanistycznych. Pracowała w Katedrze Filologii na Wydziale Humanistycznym Wyższej Szkole Zarządzania Marketingowego i Języków Obcych w Katowicach, oraz w Instytucie Filologii Słowiańskiej na Wydziale Filologicznym Uniwersytetu Śląskiego w Katowicach.
Zmarła 11 lipca 2021.